# Copris tridens
Copris tridens är en skalbaggsart som beskrevs av Felsche 1901. Copris tridens ingår i släktet Copris och familjen bladhorningar. Inga underarter finns listade i Catalogue of Life.